# Ереванская ГЭС I
Ереванская ГЭС I (Ереванская ГЭС № 1, ранее — Ереванская ГЭС № 3, часто именуется просто Ереванская ГЭС) — гидроэлектростанция на реке Раздан, расположена в центре города Ереван, Армения. Входит в состав Севано-Разданского каскада, являясь последней по времени пуска ГЭС каскада (начало строительства — 1957 год, первый гидроагрегат ГЭС пущен в 1962 году) и его шестой ступенью (расположена после Канакерской ГЭС). Мощность ГЭС — 44 МВт, проектная среднегодовая выработка — 210 млн.кВт·ч, фактическая в последние годы — 50 млн.кВт·ч.
На момент строительства (и до 1970-х годов как минимум), имела название Ереванская ГЭС № 3 или просто Ереванская ГЭС. Название Ереванская ГЭС № 1 имела малая ГЭС, введённая в 1926 году; в дальнейшем, эта гэс была выведена из эксплуатации. Гидроэлектростанция имеет стратегическое значение, обеспечивая энергоснабжение центра города, включая правительственные здания и метрополитен. Конструктивно представляет собой деривационную гидроэлектростанцию с головным узлом, напорной тоннельной деривацией и наземным зданием ГЭС. Состав сооружений ГЭС:
- головной узел;
- деривационный напорный туннель;
- здание ГЭС;
- ОРУ 110 кВ.

Головной узел расположен на реке Раздан, включает в себя каменно-набросную плотину с двухъярусным водосбросом, предназначенным для пропуска максимальных паводковых расходов. Плотина создаёт небольшое водохранилище объёмом 320 тыс.м³. К левому устою водосброса примыкает водоприёмник, забирающий воду в деривационный напорный тоннель. Длина тоннеля 2,75 км, диаметр 4,4 м, в концевой части тоннель переходит в наклонный подземный турбинный водовод длиной 280 м, разветвляющийся на нижнем горизонтальном участке на две нити, подводящие воду к гидроагрегатам. Также, в конце тоннеля расположен подземный железобетонный уравнительный резервуар. В здании ГЭС надземного типа размещены два радиально-осевых гидроагрегата мощностью по 22 МВт, работающих при расчётном напоре 90,8 м. Турбины РО 115-В-200 с диаметром рабочего колёса 2 м, производства харьковского предприятия «Турбоатом», генераторы производства завода «Уралэлектроаппарат». На станционной площадке находится двухэтажное здание распределительного устройства.
В настоящее время, реализуется программа реконструкции ГЭС, включающая в себя замену гидротурбин, генераторов, трансформаторов, электрооборудования ГЭС, капитальный ремонт головного узла и деривации. После реконструкции, мощность каждого агрегата должна увеличится на 1,5-1,8 МВт. Кроме того, на территории станции планируется строительство малой ГЭС мощностью 4—4,5 МВт.
Собственник станции — ЗАО «Международная энергетическая корпорация», 90 % акций которого принадлежит группе «Ташир».